# Mardochee Nzita
Mardochée Nzita Theto (Kinshasa, 24 februari 2000) is een Belgisch-Congolees voetballer die als verdediger speelt. In juni 2024 ruilde hij Beerschot VA. in voor Royal Charleroi Sporting Club.

## Clubcarrière

### Jeugd
Nzita werd geboren in Kinshasa, maar verhuisde op tweejarige leeftijd naar België. RSC Anderlecht plukte hem op jonge leeftijd weg bij Asse-Zellik 2002. Bij Anderlecht speelde hij samen met onder andere Yari Verschaeren, Jérémy Doku, Marco Kana, Albert Sambi Lokonga, Francis Amuzu en Alexis Saelemaekers. Toen hij bij de beloften de enige zonder profcontract was en vaak gepasseerd werd ten voordele van Thierry Lutonda, koos hij voor een vertrek bij Anderlecht. In 2019 tekende hij bij het Italiaanse Perugia Calcio.

### Perugia Calcio
Bij Perugia maakte hij op 21 september 2019 zijn debuut in de Serie B: op de vierde competitiespeeldag mocht hij tegen Spezia Calcio (2-2) meteen 90 minuten meespelen van trainer Massimo Oddo. Nzita speelde in zijn debuutseizoen dertien competitiewedstrijden voor Perugia, inclusief twee barrageduels om het behoud tegen Delfino Pescara 1936. Perugia trok daarin aan het kortste eind, waardoor de club naar de Serie C degradeerde.

### Delfino Pescara 1936
Nzita degradeerde niet mee met: in het seizoen 2020/21 ging hij op uitleenbasis uitgerekend voor Pescara voetballen. Nzita werkte er opnieuw samen met Massimo Oddo. In het shirt van Pescara maakte Nzita zijn eerste doelpunt als profvoetballer: in een Coppa Italia-wedstrijd tegen Parma (3-1-verlies) scoorde Nzita in de 93ste minuut de eerredder. Op het einde van het seizoen, waarin Nzita twintig competitiewedstrijden speelde, degradeerde Pescara weer naar de Serie C. Na afloop van de uitleenbeurt nam Pescara, dat een verplichte aankoopoptie had, definitief over van Perugia.
In het seizoen 2021/22 speelde Nzita in de reguliere competitie 21 wedstrijden voor Pescara. De club eindigde vijfde in zijn reeks en plaatste zich zo voor de promotie-playoffs, maar daarin sneuvelde het in de derde ronde tegen FeralpiSalò.

### Beerschot VA
In juni 2022 verhuisde hij naar de Belgische tweedeklasser Beerschot VA, die 100.000 euro voor hem neertelde. Nzita kon ook rekenen op interesse van onder andere Lommel SK, Excelsior Virton en zijn ex-club RSC Anderlecht.

## Interlandcarrière
Nzita debuteerde in 2017 als Belgisch jeugdinternational. In augustus 2020 riep beloftenbondscoach Jacky Mathijssen hem op voor de EK-kwalificatiewedstrijd tegen Duitsland. Nzita kwam echter niet in actie.
2 Dagba ·
3 Matthys ·
4 Plat ·
5 Mbe Soh ·
6 Fayed ·
7 Reyners ·
8 Henderson ·
9 Kosiah ·
10 Verlinden ·
11 Krüger ·
13 Doucouré ·
16 Al-Ghamdi ·
17 Al-Sahafi ·
18 Sanusi  ·
19 Thiam ·
21 Vargas ·
25 Colassin ·
26 Tshimanga ·
27 Keita ·
28 Weymans ·
30 Huiberts ·
32 Wright-Phillips ·
33 Shinton ·
42 Martha ·
47 Cagro ·
51 De Stobbeleir ·
55 Nzouango ·
66 Tolis ·
71 Matijaš ·
Coach: Kuijt